# دندان‌پزشک (فیلم ۱۹۹۶)
دندان‌پزشک (به انگلیسی: The Dentist) فیلمی محصول سال ۱۹۹۶ و به کارگردانی برایان یوزنا است. در این فیلم بازیگرانی همچون کوربین برنسن، لیندا هافمن، کن فوری، مالی هاگن، ارل بوئن، مارک رافلو و لیسا سیمز ایفای نقش کرده‌اند.